# 1263
Năm 1263 là một năm trong lịch Julius.